# Aspidont wieloplamek
Aspidont wieloplamek (Plagiotremus tapeinosoma) – gatunek ryby z rodziny ślizgowatych (Blenniidae).

## Występowanie
Ocean Indyjski i Pacyfik od Morza Czerwonego i wschodniej Afryki (po zatokę False Bay) na zachód po Markizy i wyspę Tuamotu na wschodzie, oraz od południowej Japonii na północy, po Nową Zelandię na południu.
Występuje na rafach oraz w lagunach na głębokości 8 – 30 m. W razie zaniepokojenia kryje się w opuszczonych rurkach rurkoczułkowców.

## Cechy morfologiczne
Osiąga 14 cm długości. W płetwie grzbietowej 7 – 9 twardych i 34 – 39 miękkich promieni, w płetwie odbytowej 2 twarde i 22 – 28 miękkich promieni. W płetwach piersiowych 11 – 13 promieni, w płetwach brzusznych 1 twardy i 3 miękkie promienie.
Wzdłuż boków około 20 poprzecznych ciemnych pręg.

## Odżywianie
Żywi się fragmentami skóry i śluzu innych ryb, które zazwyczaj atakuje od tyłu po czym natychmiast ucieka. Czasami niegroźnie atakuje również nurków. 

## Rozród
Dobiera się w pary. Ikra jest przyklejana do podłoża.

## Znaczenie
Hodowany w akwariach.